# Oude Diep (Drenthe)
Het Oude Diep is een beek in de provincie Drenthe. Oorspronkelijk stroomde het Oude Diep van de heidevelden boven Mantinge en Balinge via Drijber, Echten, Koekange naar Meppel. Door het graven van de Hoogeveensche Vaart in de 17e eeuw, eindigde het Oude Diep sindsdien in de Hoogeveensche Vaart bij Echten. Het begin van het Oude Diep werd later veranderd door het graven van het Linthorst Homankanaal.
In de jaren 50 van de 20e eeuw werd de beek grotendeels rechtgetrokken, zodat deze het water van de landbouw snel kon afvoeren. Eind 20e eeuw werd de natuurwaarde weer hersteld. De bovenloop en de middenloop die door het Linthorst-Homankanaal waren gescheiden, werden weer aan elkaar gekoppeld en op verschillende plekken werd een meer natuurlijke loop van de beek met meanders en overloopgebieden gecreëerd.